# 我是少女漫畫家
《我是少女漫畫家》是由May-Be SOFT團隊成立的Giza10製作，於2012年2月23日在PlayStation Portable平台發售的戀愛冒險類型美少女遊戲。後來於2013年3月29日發售Windows版《我是少女漫畫家R》。

## 故事
少女漫畫家神尾賢二由於人氣下滑，為了要讓自己的作品能大賣，在聽從他的編輯千佳建議後，便決定裝扮成女生以美少女漫畫家「伊集院愛麗絲」（伊集院アリス）身份復出。

## 角色

### 主要角色
神尾賢二
本作的男主角，斗際學園的3年級學生，現任的職業少女漫畫家。13歲時出道，筆名是「伊集院愛麗絲」，於週刊少女漫画雑誌《漫畫魅力》（コミックチャーム）連載作品，沒有對外公開自己職務。
秋月凛菜（聲優：柚原有里）
賢二的同學也是在漫畫魅力連載自己作品的少女漫畫家，筆名與本名相同，將愛麗絲視為競爭對手。
羽鳥翡翠（聲優：中田順子）
賢二的同學和青梅竹馬，也擔任助手。
神尾千佳（聲優：櫻井浩美）
賢二的義姊也是他和凛菜的編輯，任職於明美伊出版社。
紫堂楓（聲優：鳴海エリカ）
賢二的同學和班長，家裡經營書店，與祖父同住。
高杉遙（聲優：青葉りんご）
所屬的新人偶像聲優。

### 其他角色
黛沙耶香（聲優：宮沢ゆあな）
賢二的學妹和愛好者，漫畫研究同好會所屬。
總編輯（聲優：青葉りんご）
明美伊出版社的女總編輯。
勝丘十三（聲優：伊東隼人）
賢二的親友，對愛麗絲一見鍾情。
副總編輯（聲優：山本兼平）
明美伊出版社的副總編輯。
岩原龍那（聲優：山本兼平）
「落陽動畫」（落陽アニメーション）的董事和動畫監督。

## 主題曲
PSP版片頭曲
作詞：加藤義治，作曲：磯村カイ，主唱：井上みゆ
PC版片頭曲「Burning your soul」
作詞：Kato.yoshihal，作曲：Taishi，主唱：ちよこ
插入曲
作詞：宮沢ゆあな，作曲：薬師るり，編曲：松美夜孤雨兵，主唱：青葉りんご
片尾曲
作詞：加藤義治，作曲：磯村カイ，主唱：井上みゆ

## 外部連結
- 官方網站（日語）